# Tastgrad
Der Tastgrad (auch Aussteuergrad, englisch duty cycle) gibt für eine periodische Folge von Impulsen gemäß Normung das Verhältnis der Impulsdauer zur Periodendauer an. Der Tastgrad wird als Verhältniszahl der Dimension Zahl mit einem Wertebereich von 0 bis 1 oder 0 bis 100 % angegeben. Dieses wird nachfolgend an idealen Impulsen erläutert, die eine Rechteckschwingung bilden. Für den Tastgrad {\displaystyle D} gilt:

Zeitverlauf eines Rechtecksignals
- Gleichwert; : Effektivwert

{\displaystyle D={\frac {\tau }{T}}}
| {\displaystyle \tau } : | Impulsdauer   |
| {\displaystyle T} :     | Periodendauer |

Speziell für {\displaystyle D=0{,}5=50\,\%} entsteht ein symmetrischer Puls.
Der Begriff Tastverhältnis kommt in den genannten Normen nicht vor und wird in der Literatur nicht einheitlich verwendet; er wird sowohl für den Tastgrad als auch dessen Kehrwert als auch für das Verhältnis zwischen Impulsdauer und Impulsabstand verwendet. Die letzte Variante entspricht dem nicht mehr genormten Begriff Ein-Aus-Verhältnis, also dem Verhältnis {\displaystyle {\tfrac {\tau }{T-\tau }}} mit einem Wertebereich von 0 bis {\displaystyle \infty }.

## Anwendung und Bedeutung
Durch Variation des Tastgrades lässt sich der Gleichwert der elektrischen Spannung ändern. Da diese Einstellung aufgrund des Schaltens nahezu ohne Verlustleistung erfolgt – im Gegensatz zur Einstellung mit einem Vorwiderstand –, ist diese digitaltechnische Methode eine verbreitete Methode zur Steuerung elektrischer Spannung und Leistung. Anwendungen sind Schaltnetzteile und die Schwingungspaketsteuerung für Heizungen.
Die zugrundeliegende Pulsdauermodulation ist auch eine Modulationsart zur Erzeugung stufenlos einstellbarer Gleichspannung, in der die Demodulation durch einen Tiefpass hinter der pulsdauermodulierenden Schaltung zur Mittelwertbildung führt. Trotz des Ein-Aus-Schaltens entsteht ein Analogsignal, da der Tastgrad eine stufenlos einstellbare Größe ist. Bei genügend trägen Anwendungen wird auf den Tiefpass verzichtet, weil zur Mittelwertbildung alleine schon die Trägheit des Systems ausreicht, zum Beispiel bei Heizungen.
Auch manche Digital-Analog-Umsetzer arbeiten mit einstellbarem Tastgrad. Bei einer Rechteckspannung mit konstanter Periodendauer bestimmt die digitale Eingangsinformation die in diesem Fall schrittweise einstellbare Impulsbreite und somit die dazu proportionale mittlere Ausgangsspannung.
Bei der Phasenanschnittsteuerung werden Motordrehzahlen eingestellt mittels variablen Tastgrades an einer sinusförmigen Spannung. Entsprechendes gilt für die Choppersteuerung.